# Absorbotrophie

Classification du vivant en cinq règnes, proposée par Robert Harding Whittaker en 1969, basée sur le niveau de complexité et le mode de nutrition (photosynthèse, absorption, ingestion).

L'absorbotrophie ou nutrition absorptive, est un mode d'alimentation où l'organisme absorbotrophe se nourrit en absorbant les nutriments à travers la paroi extérieure de son corps. Cette stratégie alimentaire hétérotrophe qui s'oppose à la phagotrophie, implique la prise en charge des aliments par des transporteurs (protéines) au niveau de la membrane plasmique selon deux processus : l'absorption de petites molécules dans le milieu, ou la sécrétion d'enzymes extracellulaires (en) (exoenzymes) assurant une digestion extracellulaire (en) (exodigestion). 
Cette nutrition se distingue de l'osmotrophie, le flux de nutriment chez cette dernière étant guidé par un gradient osmotique.

## Exemples
- certains vers parasites qui absorbent des petites molécules dans le milieu ;
- champignons dotés d'une paroi cellulaire, ce qui empêche la phagocytose et impose de se nourrir par absorbotrophie, plus particulièrement la sécrétion  assurant une exodigestion[1].